# Skoropis

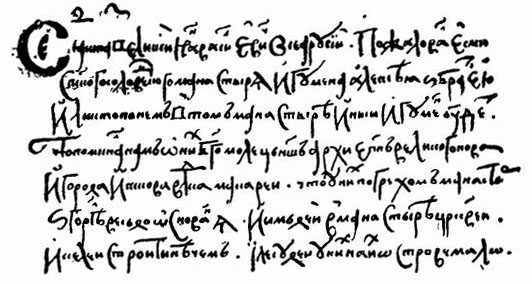
Exemple de skoropis dans une lettre de 1539.

Le skoropis (скоропись en russe, littéralement « tachygraphie » ou « cursive ») est un style de l’écriture cyrillique provenant de la semionciale du XIVe siècle. Elle était principalement utilisée dans la correspondance professionnelle et personnelle. Elle a influencé certaines formes de l’écriture civile et de l’écriture cursive cyrillique moderne.